# Christofer Löfberg
Christofer Löfberg, född 11 oktober 1986 i Stockholm, är en svensk före detta ishockeyspelare. I Elitserien har han spelat för Djurgårdens IF och Rögle BK.